# أير تراكتور
شركة أير تراكتور (بالإنجليزية: Air Tractor Inc.)‏ هي شركة تصنيع طائرات أمريكية، مقرها في أولني. تأسست الشركة في 1978 من أجل تصنيع جديدة طائرة زراعية مشتقة من طائرة أيرس ثرس التي صممتها شركة سنو الطيران). كان أول نموذج للشركة هو إيه تي-300، أقلعت الطائرة الجديدة لأول مرة في عام 1973. وبحلول 2004 تم تسليم 2000 طائرة من إنتاج الشركة.

## منتجات
إير تراكتور إيه تي-300(1973) مقعد واحد تستخدم للرش الجوي مع محرك مكبس شعاعي.
- إيه تي-301: بديل لنسخة 300 مع محرك مكبس أكبر.
- إيه تي-302: بديل لنسخة 300 بمحرك توربيني.

إير تراكتور إيه تي-400(1979) نسخة مطورة ل300 لاستخدام محرك توربيني.
- إيه تي-401: بديل لنسخة 400 مع جناحين أكبر.
- إيه تي-402:بديل لنسخة 401 مع محرك توربيني مختلف.

إير تراكتور إيه تي-501(1986) نسخة مطورة ل 400 مع جسم طائرة أكبر وجناحين أكبر، ومقعد للمراقب. يستخدم محرك المكبس شعاعي.
- إيه تي-502:نسخة من 501 ذو مقعد وحيد.

أير تراكتور إيه تي-502 بيقدمت في عام 1987 
- إيه تي-503:تطوير لنسخة 501 مع محرك توربيني.
- إيه تي-503 إيه: التحكم المزدوج نسخة للتدريب.
- إيه تي-503 تي: مدرب بديل ل 503، حيث يستخدم جناحين أصغر.
- إيه تي-504: للتدريب

إير تراكتور إيه تي-602(1995) تطوير ل503 مع قادوس أكبر وجناحين أكبر.
إير تراكتور إيه تي-802(1990) تطوير ل503 مع قادوس أكبر وجناحين أكبر.، وتكييفها لمكافحة الحرائق الجوية.
- إيه تي-802 يو: تكييفها للمراقبة والعمليات العسكرية.

إير تراكتور إيه تي-1002 المطورة من نسخة 802 مع خزان وقود أكبر ومانع للاحتراق.

## معرض
- AT-802AF floatplane
- AT-602 on display
- 2-seater AT-802
- Floatplane Fire-fighting Air Boss
- A COIN AT-802U at the Paris Air Show
- An AT-802 dropping a full load of fire suppressant
- Air Tractor AT-502B on the ramp at Belle Glade Airport, Florida as weather moves in off Lake Okechobee. The single-engine aircraft has a 52-foot wingspan, three wheels. It was first manufactured in 1987.
- Detail of the sprayer system attached to an Air tractor AT-502B aircraft. Image shows the sprayer system's air-driven pump.

## وصلات خارجية
- Air Tractor (Official Web)
- Air Tractor Europe (Official Web)
- أير تراكتور  على فيسبوك.